# Jakuby (województwo warmińsko-mazurskie)
Jakuby (niem. Jakubben) – wieś w Polsce położona w województwie warmińsko-mazurskim, w powiecie piskim, w gminie Biała Piska.
W latach 1975–1998 miejscowość administracyjnie należała do województwa suwalskiego.
Wieś powstała w ramach kolonizacji Wielkiej Puszczy. Wcześniej był to obszar Galindii. Wieś ziemiańska, dobra służebne w posiadaniu drobnego rycerstwa (tak zwani wolni, ziemianie w języku staropolskim), z obowiązkiem służby rycerskiej (zbrojnej). W XV w. wieś wymieniana w dokumentach pod nazwą Schwartz Jakube.
Osada powstała przed wojną trzynastoletnią (1454–1466) przy samej granicy z Mazowszem. Wieś służebna lokowana przez komtura Zygfryda Flacha von Schwartzburga w 1471 r., na 17 łanach na prawie magdeburskim, z obowiązkiem jednej służby zbrojnej. Przywilej otrzymał Janko Czarny i Jakub Czarny, synowie Jakuba oraz ich stryj Stefan i ich przyrodni brat Janko.